# Lysandra v-nigrum
Lysandra v-nigrum är en fjärilsart som beskrevs av Bright och Leeds 1938. Lysandra v-nigrum ingår i släktet Lysandra och familjen juvelvingar. Inga underarter finns listade i Catalogue of Life.